# Phryneta rufa
Phryneta rufa är en skalbaggsart som beskrevs av Stefan von Breuning 1954. Phryneta rufa ingår i släktet Phryneta och familjen långhorningar. Inga underarter finns listade i Catalogue of Life.